# Кременчуцькі плавні
Кременчу́цькі пла́вні — регіональний ландшафтний парк в Україні. Розташований між лівобережною і правобережною частинами міста Кременчука Полтавської області. Охоплює акваторію, острови та прибережну смугу Дніпра в середньому Подніпров'ї. Територія регіонального ландшафтного парку включає природні комплекси: лісовий, лучний, водний та прибережно-водний.
Площа — 5080 га. Створений 2001 року.
На території парку зберігається різноманіття рослинного і тваринного світу, в тому числі рідкісні види (понад 50), які занесені до Червоного списку МСОП, Європейського Червоного списку, Червоної книги України та Регіонального списку.

## Особливості

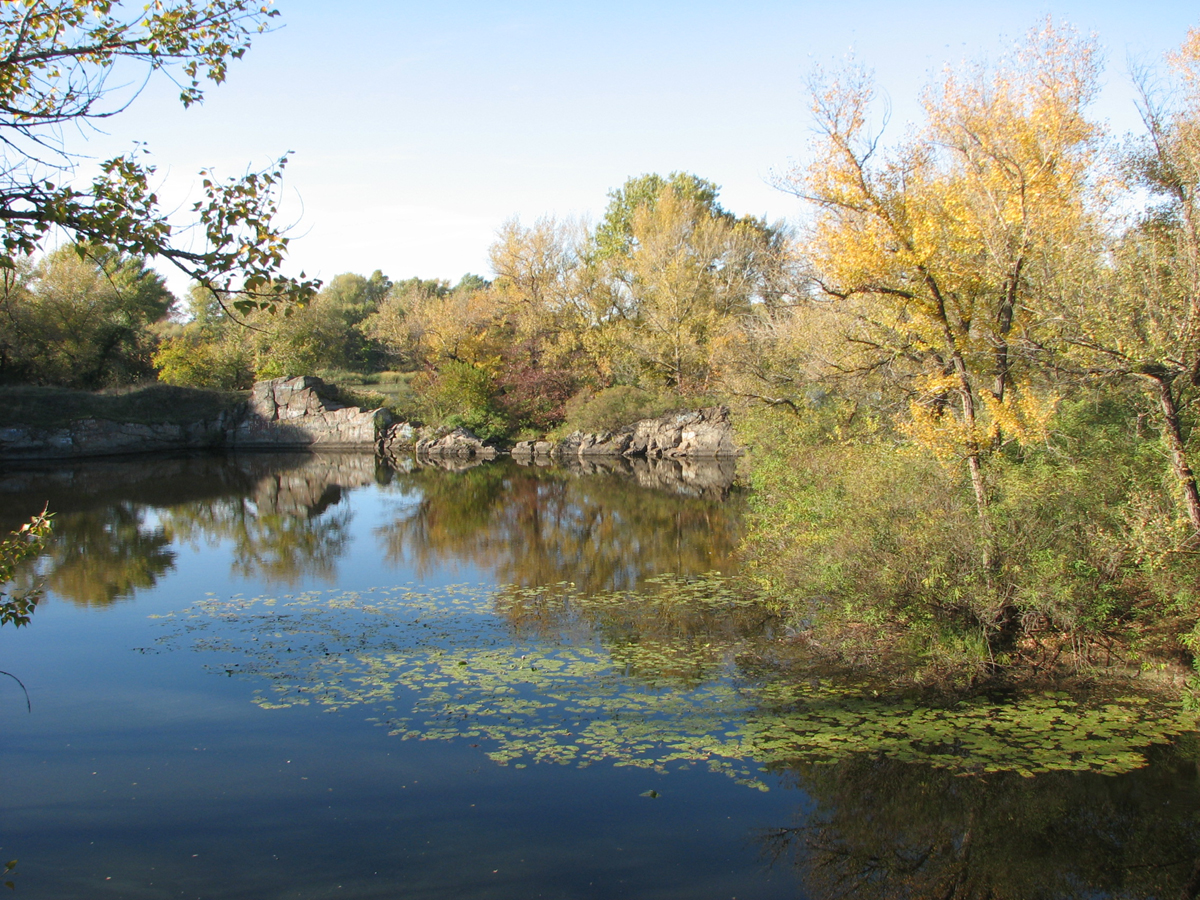
Озеро на місці гранітного кар'єру на о. Шаламай.

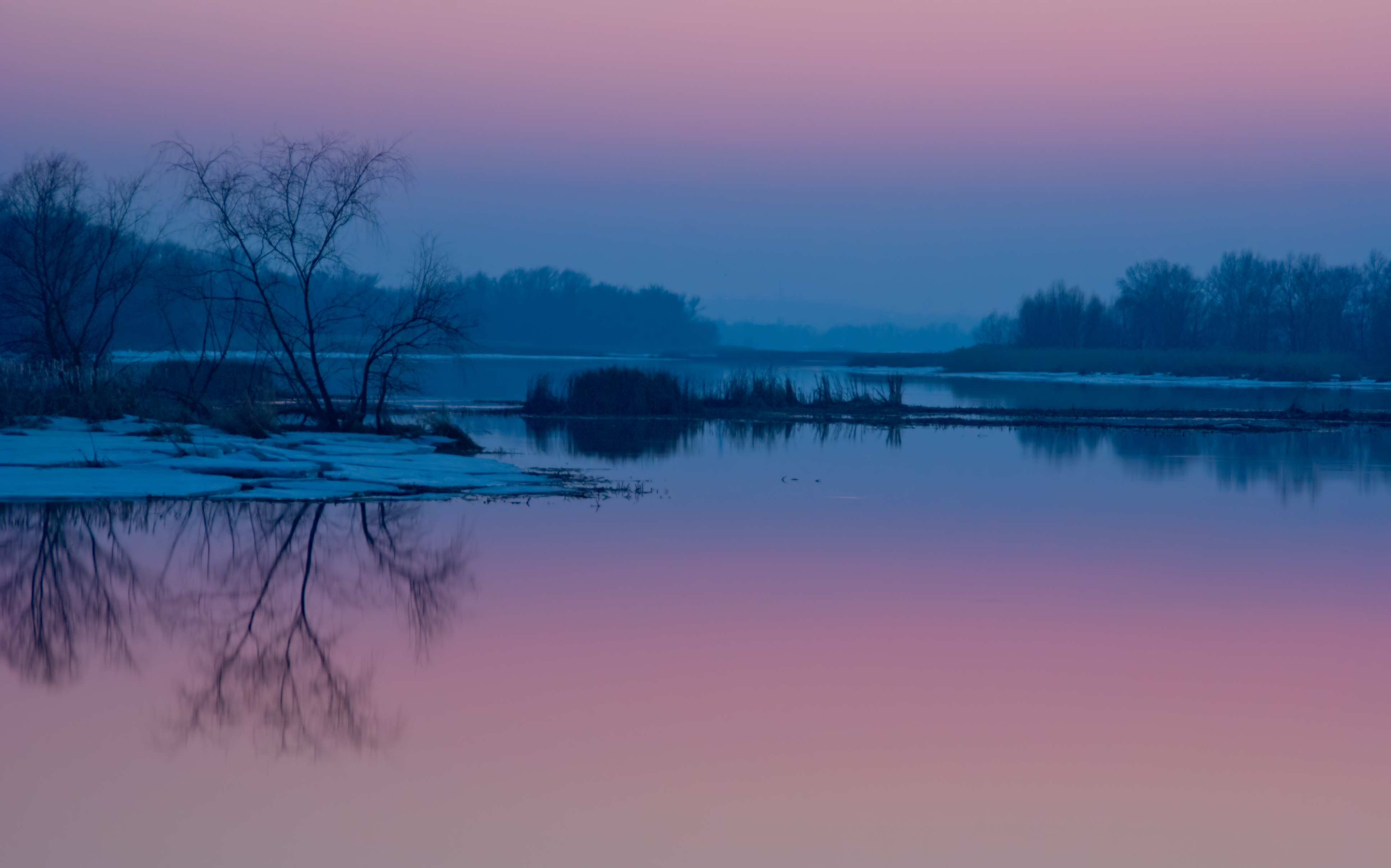
Сутінки в плавнях.

Парк розташований у південно-західній частині Середнього Придніпров'я — географічному, історико-культурному й етнографічному центрі України. Ця унікальна ділянка заплави є останнім природним комплексом, що залишився після створення шести великих водоймищ. Тут збереглися всі риси стародавнього русла Дніпра. Цінні ландшафти, що перебувають тут під охороною держави, без сумніву, є національним надбанням. Справжньою перлиною парку є острів Шаламай (Савитон) із спокійною водною поверхнею озера, утвореного на місці гранітного кар'єру, та мальовничими, порослими вербами і тополями берегами. Цей куточок прикрашають латаття біле, глечики жовті, зарості водяного горіху. На вертикальних скелях оселився головний раритет парку — очиток Борисової, рослина, занесена до Червоного списку МСОП. Вік гранодіоритів, що виходять тут на поверхню, становить близько трьох мільярдів років.

### Території природно-заповідного фонду у складі РЛП «Кременчуцькі плавні»
Нерідко, оголошенню національного парку або заповідника передує створення одного або кількох об'єктів природно-заповідного фонду місцевого значення. В результаті, великий РЛП фактично поглинає раніше створені ПЗФ. Проте їхній статус зазвичай зберігають.
До складу території регіонального ландшафтного парку «Кременчуцькі плавні» входять такі об'єкти ПЗФ України:
- Заказник загальнодержавного значення «Білецьківські плавні», ландшафтний

## Історія створення
Питання про створення в околицях Кременчука (заплава й акваторія Дніпра) заповідної території вперше пролунало в 1989 році в передвиборчій програмі кандидата Кременчуцької міської Ради народних депутатів п. Синьоокого О. М. У 1991 році навколо Білецьківських плавнів розгортаються бурхливі події, які детально висвітлені в фільмі «Плавні на Дніпрі», знятому київськими тележурналістами. Всупереч водному законодавству УРСР у водозахисній зоні архітектурним відділом міськвиконкому планувалися замив заплавних земель площею 30 га. і розбудова на них житлового мікрорайону № 17-17А. Обурена місцева громадськість провела низку акцій протесту: виставлялися пікети, організовувалися мітинги, збиралися підписи під листом протесту.
5 червня 1991 року в День охорони навколишнього середовища на площі Перемоги під стінами адмінбудинку відбувся мітинг на захист Білецьківських плавнів. Очолив боротьбу за збереження плавнів голова підкомісії з питань охорони навколишнього середовища та раціонального землекористування Кременчуцької міськради, голова міської екологічної асоціації «Зелений світ» п. Синьоокий О. М. Тоді ж було запрошено київських спеціалістів-екологів разом із знімальною групою. Фільм, в якому висвітлювалися кременчуцькі події, було продемонстровано на телеканалі УТ-1 у програмі «Земле моя».
Проблема Білецьківських плавнів отримала широкий резонанс. На позачерговій сесії міськради народних депутатів було прийняте рішення про встановлення водоохоронних зон на річках у межах Кременчука, і цим було зняте питання замиву заплавних земель.
У травні 1993 року під час оптимізації заповідної мережі в Кременчуцькому районі працював колектив науковців міжвідомчої комплексної лабораторії наукових основ заповідної справи Мінекобезпеки України та НАН України разом з полтавськими науковцями. Під час комплексних досліджень у польових виїздах брали участь співробітники відділу природи Кременчуцького краєзнавчого музею, які надали цінну інформацію про місцезростання рідкісних видів рослин. Першочерговим об'єктом досліджень були Білецьківські плавні.
Влітку 1994 року в Кременчуці відбувся практичний семінар по створенню Національного парку «Білецьківські плавні на Дніпрі». Організаторами були міська екологічна асоціація «Зелений світ» (голова п. Синьоокий О. М.) та Американське Агентство міжнародного розвитку. В роботі семінару протягом 20—22 липня взяли участь науковці з інституту Історії НАН України (Щербак В. О.), інституту Ботаніки НАН України (Андрієнко Т. Л.), інституту гідробіології НАН України (Євтушенко Є. Ю.), а також начальник Управління заповідниками Мінприроди України (Стеценко М. П.), голова Громадського комітету порятунку Дніпра і малих річок України (Плачинда С. П.) та його заступник Максимчук В. Л., представники Дніпровського басейнового виробничого управління, Держуправління з охорони навколишнього середовища Кременчука, краєзнавці і представники громадськості Полтавської і Кіровоградської областей. Учасникам семінару було продемонстровано фільм «Плавні на Дніпрі», знятий у 1991 році. На семінарі було розглянуто сучасний стан, прогнози, пошуки рішень збереження унікальних комплексів плавнів.
19 лютого 1999 року на конференції міської екологічної асоціації «Зелений світ» у черговий раз піднімалося питання про надання плавням статусу національного парку. У конференції взяли участь представники екологічного відділу міськвиконкому, міської СЕС, природоохоронної прокуратури, водопровідно-каналізаційного господарства, постійної депутатської комісії Ради з питань екології, міської державної екобезпеки, ЗМІ.
У результаті цих подій 12 липня 2001 року відповідно до рішення Полтавської обласної ради на території 5080 га. був створений регіональний ландшафтний парк «Кременчуцькі Плавні». Основою для парку став ландшафтний заказник загальнодержавного значення «Білецьківські Плавні», організований наказом Президента України № 750/94 від 10.12.1994 р. на території близько 3 тис. га.
Отже на «громадській хвилі зеленого руху» кременчужани захистили від забудови найбільшу ділянку заплави Дніпра, що залишилася після гідробудівництва каскаду водосховищ.

## Наукова робота на території парку
Одночасно з цим проводилася наукова робота, яку умовно можна розділити на два етапи. До створення парку інвентаризація флорофонду здійснювалася під керівництвом професора Андрієнко-Малюк Т. Л., а фаунофонду — Клестова Л. М. Сьогодні ці вчені очолюють наукову діяльність у межах розробки проєкту створення національного природного парку «Кременчуцькі Плавні» — першого на акваторії Дніпра. Після створення парку, за останні п'ять років, фахівцями адміністрації отримані додаткові результати інвентаризації біорізноманітності парку. Серед таких результатів — систематичний каталог хребетних тварин, гербарій вищих рослин, колекції комах і мушель м'якотілих, встановлення чисельності рептилій, амфібій, мишоподібних гризунів, хижих ссавців тощо. А також закладка геоботанічного профілю, картування рослинності, каталогізація раритетних видів флори і фауни, дослідження чисельності метеликів-парусників та інше. Ведеться Літопис природи парку. Сьогодні адміністрація парку співпрацює з провідними науковим установами України, серед яких Інститут ботаніки імені М. Г. Холодного НАН України, Дніпровський національний університет, Національний природний парк «Меотида», Канівський природний заповідник.
Щоб якомога більше людей могли дізнатися про існування парку, було виготовлено і безкоштовно розповсюджено дві тисячі інформаційних буклетів та путівників. З метою екологічного виховання регулярно проводяться екскурсії для школярів на екологічних стежках парку. Для студентів КНУ організовано польову біоекологічну практику. Школярі міста беруть активну участь у міських екологічних конкурсах, які проводяться адміністрацією парку. Організовуються семінари для вчителів біології та географії. Співробітники парку виступають на місцевому радіо, телебаченні, пресі з роз'ясненнями ролі та значення захисту і збереження природного довкілля.
«Кременчуцькі Плавні» є еталоном долини Дніпра, який потрібно зберегти і використати як наукову модель, як важливий біоцентр Дніпровського національного екокоридору, як зелену зону Кременчука, як центр водного туризму, як базу екологічної освіти і природоохоронного виховання. При адміністрації парку функціонує біоекологічна лабораторія, діяльність якої спрямована на вивчення структурних особливостей біогеоценозів «Кременчуцьких плавнів».

## Сьогодення
Наразі до Державної програми Міністерства охорони природного середовища включено створення Природного національного парку на базі двох існуючих регіональних парків — «Кременчуцькі плавні» і «Білецьківські плавні» на території понад 10 тис. га.
Майбутній національний парк має бути створений на території Кіровоградської та Полтавської областей. На виконання доручень Кабінету Міністрів України щодо виконання Указу Президента України від 27 серпня 2008 року № 774 «Про невідкладні заходи щодо розширення мережі національних природних парків» Державним управлінням охорони навколишнього природного середовища у Кіровоградській області завершуються роботи з підготовки матеріалів проєкту створення національного природного парку «Кременчуцькі Плавні» загальною площею 800 га. Проєктований НПП «Кременчуцькі Плавні» розташовується в межах Кіровоградської області Світловодського району на землях державної власності на території земель запасу Павлівської сільської ради та ДП «Світловодський лісгосп».
Станом на 10.02.2009 отримано акт вибору та обстеження місця розташування земельних ділянок для створення НПП «Кременчуцькі Плавні», картосхему та експлікацію земель у розрізі Павлівської сільської ради, висновки зацікавлених органів державної влади та землекористувачів щодо погодження місця розташування для створення національного парку. Також прийнято рішення Павлівської сільської ради Про створення національного природного парку «Кременчуцькі Плавні» від 21.10.2008 та видано розпорядження Світловодської районної державної адміністрації й обласної державної адміністрації. Підготовлено проєкт рішення Кіровоградської обласної ради Про погодження створення національного природного парку «Кременчуцькі Плавні» для розгляду на сесії обласної ради.

## Галерея

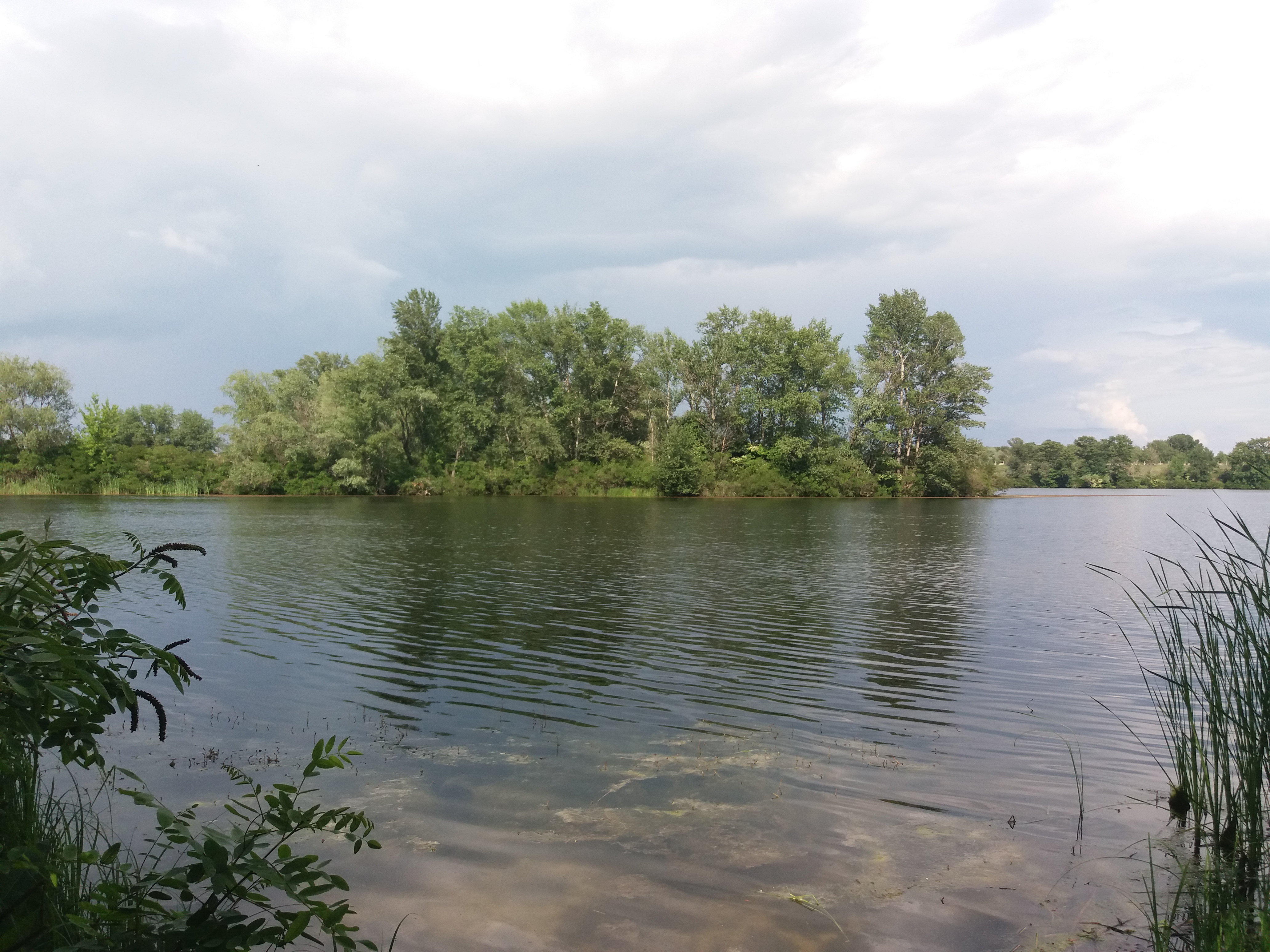
Плавні в районі коси Ринковського (травень 2019)
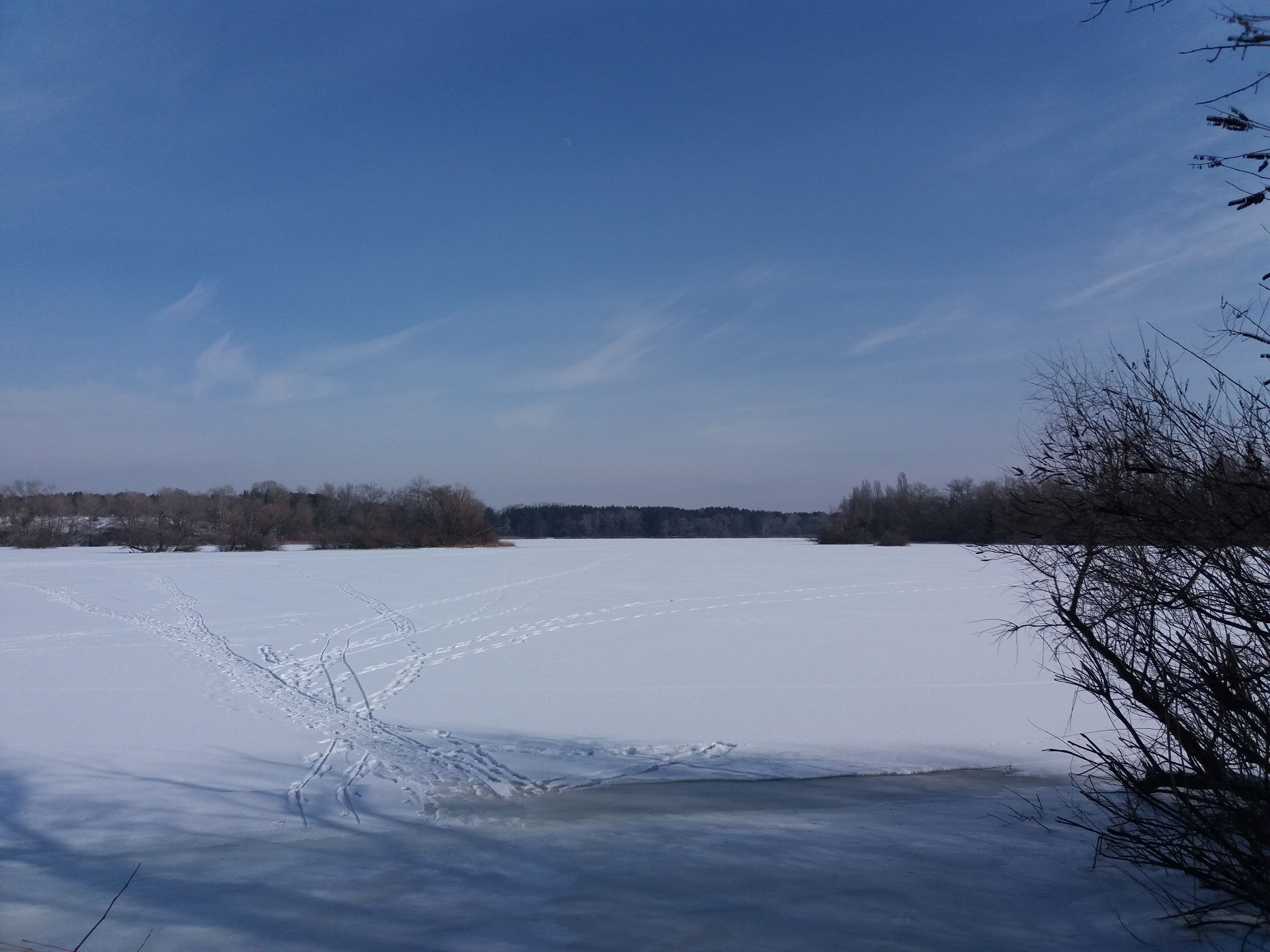
Плавні в районі коси Ринковського (лютий 2021)
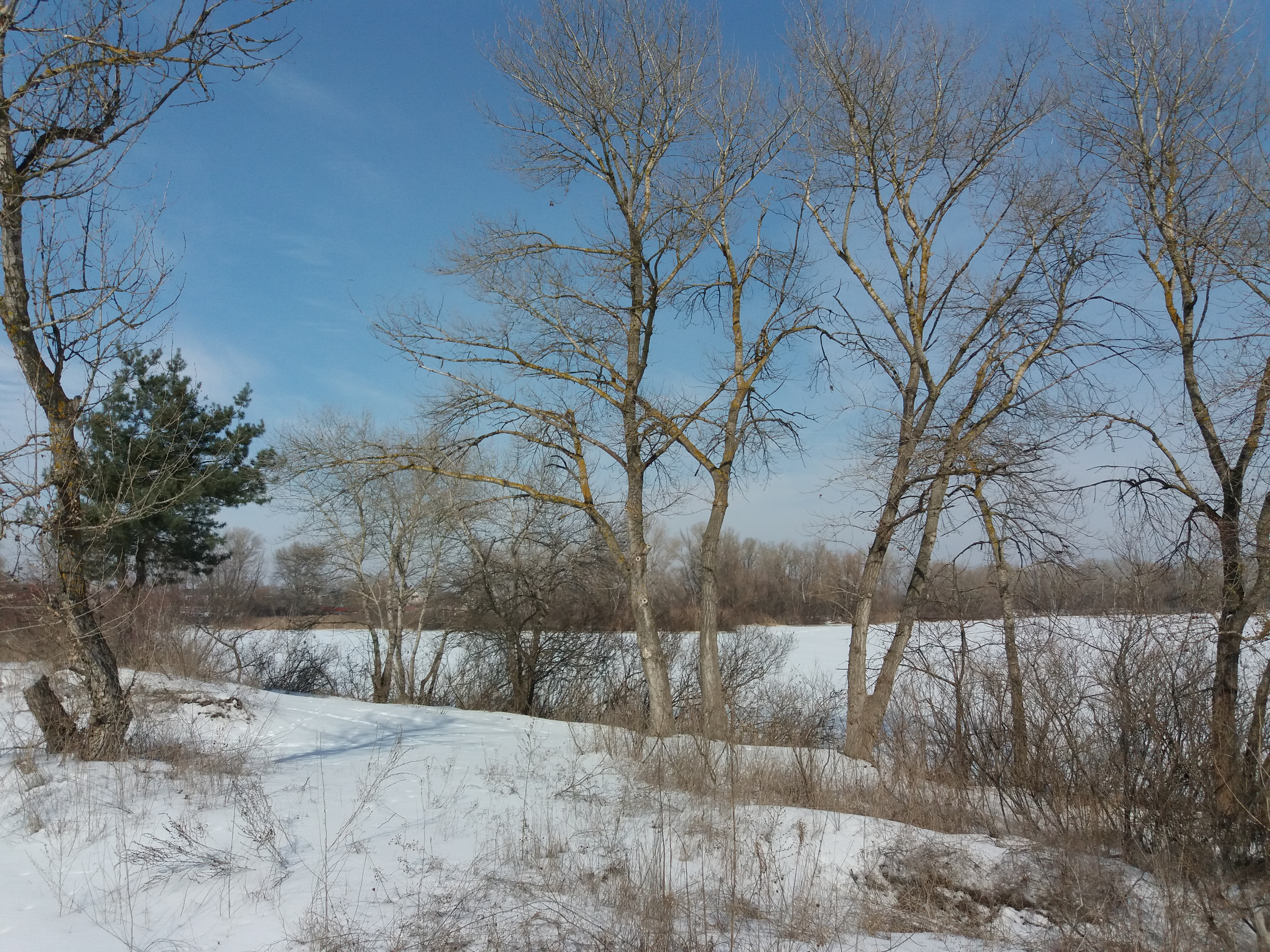
Коса Ринковського (лютий 2021)
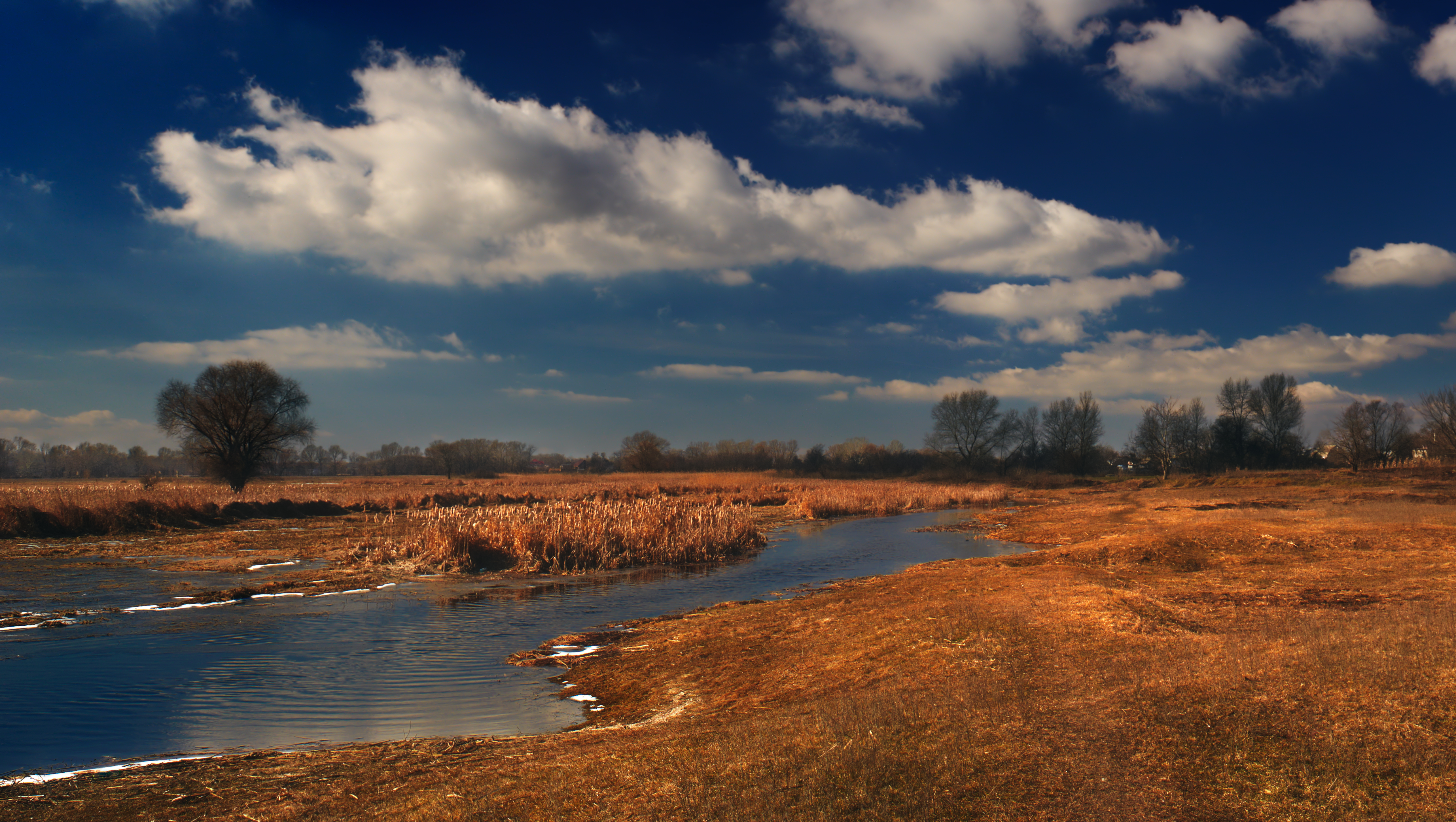
Плавні ранньої весни
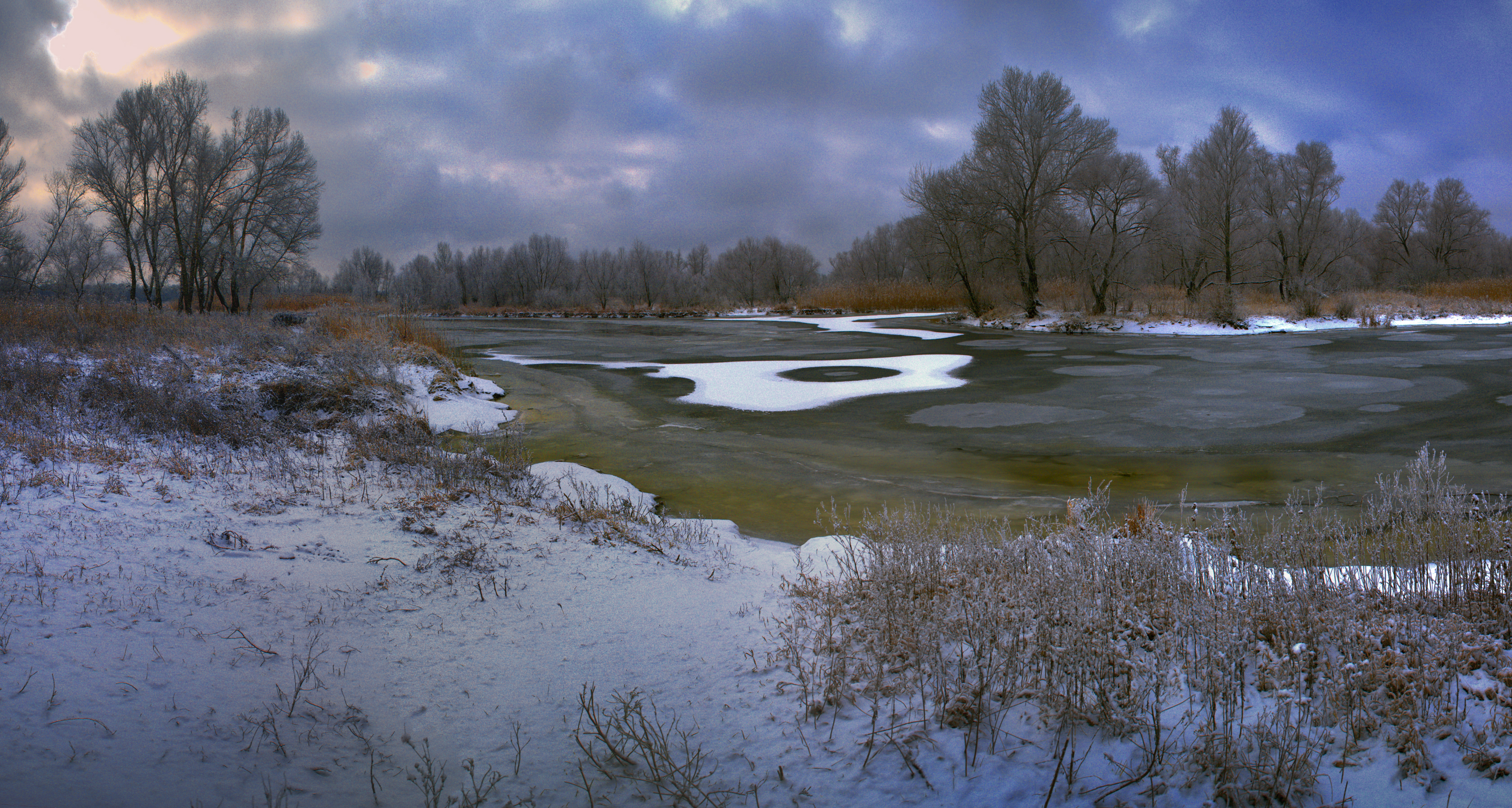
Плавні взимку